# Lyngså
Lyngså ist eine dänische Ortschaft mit 217 Einwohnern (Stand 1. Januar 2023) im Norden von Jütland. Die Ortschaft liegt im Kirchspiel Albæk (Albæk Sogn), das bis 1970 zur Harde Dronninglund Herred im damaligen Hjørring Amt gehörte. Mit der Auflösung der Hardenstruktur wurde das Kirchspiel in die Kommune Sæby im neugegründeten Amt Nordjütland aufgenommen, die Kommune wiederum ging mit der Kommunalreform zum 1. Januar 2007 mit anderen Kommunen in der erweiterten Kommune Frederikshavn auf, die zur Region Nordjylland gehört.
Lyngså liegt etwa fünf Kilometer nördlich von Voerså, acht Kilometer östlich von Præstbro und etwa zehn Kilometer südlich von Sæby.